# 9837 Jerryhorow
9837 Jerryhorow eller 1986 AA2 är en asteroid i huvudbältet som upptäcktes den 12 januari 1986 av den amerikanske astronomen Irwin Horowitz vid Anderson Mesa Station. Den är uppkallad efter upptäckarens far, Jerome Horowitz.
Asteroiden har en diameter på ungefär 11 kilometer.